# Menada
Menada là một chi bướm đêm thuộc họ Noctuidae.